# اندیس خرد آباد
خرد آباد یک اندیس فلزی است که در حوالی شهر گناباد استان خراسان قرار دارد و مادهٔ معدنی موجود در آن، سرب و روی است.